# José La Puerta
José La Puerta fue un político peruano. 
Fue diputado de la República del Perú por la provincia de Calca entre 1845 y 1849 durante el primer gobierno de Ramón Castilla. 